# Еутерии
Еутериите (Eutheria) са клон животни от клас Бозайници (Mammalia). Единствената съвременна група животни, включени в клона, са тези от инфраклас Плацентни (Placentalia).
Таксонът е описан за пръв път от Томас Хъксли през 1880 година.